# Joseph A. Golden
Joseph A. Golden (1897 – Los Angeles, 8 luglio 1942) è stato un regista e sceneggiatore statunitense.

## Biografia
Non si conoscono dati certi sulla sua nascita. Iniziò a lavorare nel cinema nel 1907, girando come regista il film a un rullo The Hypnotist's Revenge per l'American Mutoscope & Biograph. Nel 1910, lavorò per la casa di produzione di Pat Powers, dirigendo alcuni film con Pearl White. Specializzato in film d'avventura e western, passò a lavorare per la Selig Polyscope. Nel solo 1911, girò trenta film.
Nella sua carriera, durata tredici anni e conclusa nel 1920, diresse 75 pellicole. Dal 1911 al 1924, firmò poco più di una dozzina di film come sceneggiatore e, nel 1915, ne produsse uno, Divorced, girato a New York.

## Filmografia
La filmografia è completa (si basa su quella IMDb)

### Regista
- The Hypnotist's Revenge – cortometraggio (1907)
- The Tired Tailor's Dream – cortometraggio (1907)
- Terrible Ted – cortometraggio (1907)
- His Mother's Letter – cortometraggio (1910)
- The Girl from Arizona – cortometraggio (1910)
- The Horse Shoer's Girl – cortometraggio (1910)
- The Burlesque Queen – cortometraggio (1910)
- The Matinee Idol – cortometraggio (1910)
- The Music Teacher – cortometraggio (1910)
- A Woman's Wit – cortometraggio (1910)
- The New Magdalen – cortometraggio (1910)
- The Woman Hater – cortometraggio (1910)
- When the World Sleeps – cortometraggio (1910)
- An Unforeseen Complication
- Home Sweet Home
- Helping Him Out – cortometraggio (1911)
- The Angel of the Slums – cortometraggio (1911)
- A Novel Experiment – cortometraggio (1911)
- Montana Anna – cortometraggio (1911)
- The Visiting Nurse – cortometraggio (1911)
- The Mission Worker – cortometraggio(1911)
- The New Editor (1911)
- His Birthday – cortometraggio (1911)
- Two Lives – cortometraggio (1911)
- The Warrant – cortometraggio (1911)
- Memories of the Past
- The Tale of a Soldier's Ring – cortometraggio (1911)
- The Flaming Arrows
- A Fair Exchange – cortometraggio (1911)
- The Message of the Arrow
- The Gray Wolves – cortometraggio (1911)
- A Tennessee Love Story – cortometraggio (1911)
- A Prisoner of the Mohicans  (1911)
- For Massa's Sake – cortometraggio (1911)
- Told in Colorado – cortometraggio (1911)
- Why the Sheriff Is a Bachelor, co-regia di Tom Mix – cortometraggio (1911)
- Love Molds Labor – cortometraggio (1911)
- Western Hearts – cortometraggio (1911)
- The Terms of the Will
- The Power of Love – cortometraggio (1911)
- Love's Renunciation – cortometraggio (1911)
- The Reporter (1911)
- The Lost Necklace (1911)
- Her Little Slipper (1911)
- The Doll
- For the Honor of the Name (1912)
- A Nation's Peril (1912)
- The Arrowmaker's Daughter (1912)
- The Hand of Destiny (1912)
- Pals (1912)
- Resurrection (1912)
- The Man from the North Pole (1912)
- The Girl in the Next Room (1912)
- Oh, Such a Night! (1912)
- The Gypsy Flirt (1912)
- The Quarrel – cortometraggio (1912)
- Locked Out – cortometraggio (1912)
- The Compact  (1912)
- The Mad Lover – cortometraggio (1912)
- The Eye of a God  (1913)
- The Secret Formula – cortometraggio (1913)
- The Count of Monte Cristo – cortometraggio (1913)
- Dr Jekyll and Mr Hyde, Done to a Frazzle
- Prince Charlie
- A Taste of High Life
- Hearts and Flowers  (1914)
- Two Smarties
- The Man in Skirts
- The Champeen Detective
- One on Charlie
- Camille, As She Never Was
- Oh! You City Girl
- A Lady in Distress
- Sapho Up-to-Date
- Oliver Twist Sadly Twisted
- Novelty in Servants
- Haunted
- Lady Audley's Secret (1915)
- Target Practice
- Such a Picnic
- Ticket of Leave Man
- The Masqueraders (1915)
- In Dutch with a Dutchess
- Uncle's Last Letter
- A Million Hid
- The Trunk Mystery (1915)
- All About a Baby
- Davy Crockett
- O You Mule
- Copped
- Mixing the Cards
- Almost Luck
- Fine Feathers  (1915)
- The New Photographer
- Bumped for Fair
- The Dime Novel Hero
- The Master of the House (1915)
- The Price  (1915)
- The Better Woman  (1915)
- Not Guilty (1915)
- The Senator   (1915)
- Behind Closed Doors o Love's Crossroads  (1916)
- The Prima Donna's Husband, co-regia di Julius Steger (1916)
- The Libertine  (1916)
- The Law of Compensation, co-regia di Julius Steger (1917)
- Redemption co-regia Julius Steger (1917)
- Wolves of Kultur  (1918)
- Il gran giuoco (The Great Gamble)  (1919)
- The Whirlwind (1920)

### Sceneggiatore
- The Visiting Nurse, regia di Joseph A. Golden – cortometraggio (1911)
- The Mission Worker, regia di Joseph A. Golden – cortometraggio(1911)
- A Fair Exchange, regia di Joseph A. Golden – cortometraggio (1911)
- The Gray Wolves, regia di Joseph A. Golden – cortometraggio (1911)
- A Tennessee Love Story, regia di Joseph A. Golden – cortometraggio (1911)
- Told in Colorado, regia di Joseph A. Golden – cortometraggio (1911)
- Why the Sheriff Is a Bachelor, regia di Joseph A. Golden e Tom Mix – cortometraggio (1911)
- Western Hearts, regia di Joseph A. Golden – cortometraggio (1911)
- The Eye of a God, regia di Joseph A. Golden (1913)
- The Price, regia di Joseph A. Golden (1915)
- Wolves of Kultur, regia di Joseph A. Golden  (1918)
- Il gran giuoco (The Great Gamble), regia di Joseph A. Golden (1919)
- The Whirlwind, regia di Joseph A. Golden (1920)
- The Fatal Plunge, regia di Harry O. Hoyt (1924)

### Produttore
- Divorced, regia di Edward Warren (1915)